# Tegeldammarna/Lergravarna
Tegeldammarna/Lergravarna är ett naturreservat i Höörs kommun.
Naturreservatet omfattar den gamla lertäkten till det som var Gunnarps tegelbruk. Den gamla lertäkten syns tydligt som täkthål och jordvallar i området. Reservatet består i dag till största delen av fuktig lövskog och sumpskog. I de sanka delarna finns gott om död ved vilket skapar livsmiljö för många svamp- och insektsarter. Under istiden fanns det en issjö som avsatte den näringsrika leran, vilket nu skapar förutsättningarna för en mycket rik flora. Den nordöstra delen består av ädellövskog, öppen betesmark, och en större damm.
Tegeldammarna/Lergravarna är Höörs kommuns första kommunala naturreservat.

## Flora och fauna
I den fuktiga lövskogen och sumpskogen växer av al, björk, bok och ek. I det artrika markskiktet finns gulsippa, kransrams, myskmadra, näbbstarr, smalfräken, svartvide, vitsippa, vätteros och orkidéerna tvåblad och skogsknipprot. I området finns den sällsynta svampen scharlakansvårskål Av fåglar finns skogsduva och ett flertal hackspettarter, i norr häckar sångsvan och brun kärrhök.

## Tegelbruket och ringugnen

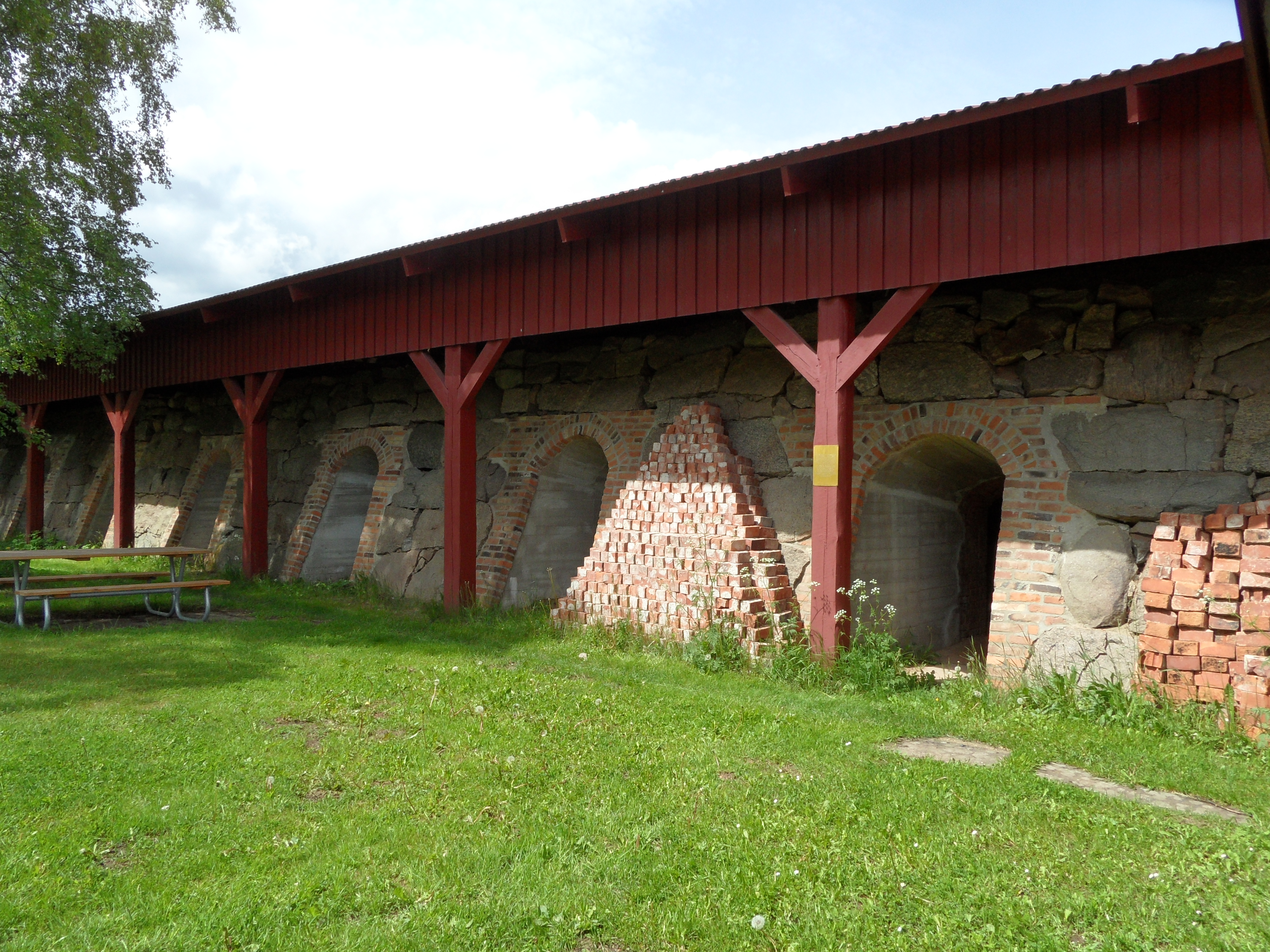
Gunnarps tegelbruk - ringugnen

Strax söder om naturreservatet finns det gamla restaurerade Gunnarps tegelbruk som startade i mindre skala på 1850-talet. Leran till teglet hämtades från det som i dag är naturreservatet Tegeldammarna/Lergravarna. Den industriella verksamheten startade 1898 och var verksamt fram till 1958 då bruket brann ned. Ringugnen lämnades då att förfalla fram till 1993 då den kulturhistoriskt intressanta ugnen restaurerades. Ringugnen är öppen för besök året runt.

## Vägbeskrivning
På riksväg 23 svänger man in till Tjörnarp. I Tjörnarp svänger man av mot Norra Rörum. Cirka 250 m efter järnvägen svänger man till höger på Tegelbruksvägen där reservatet ligger på vänster sida efter ytterligare cirka 900 m.